# Takao Orii
Takao Orii (折井 孝男, Orii Takao) is een voormalig Japans voetballer en trainer.

## Carrière
In oktober 1984 werd hij aangesteld als coach van het Japans vrouwenvoetbalelftal. Japan speelde 3 wedstrijden.

## Statistieken
| Datum      | Wedstrijd         | Uitslag | Competitie        |
| ---------- | ----------------- | ------- | ----------------- |
| 17.10.1984 | Japan − Italië    | 0 − 6   | Xi'an uitnodiging |
| 22.10.1984 | Japan − Australië | 2 − 6   | Xi'an uitnodiging |
| 24.10.1984 | Japan − Italië    | 1 − 5   | Xi'an uitnodiging |